# St. Anna (Hundhaupten)

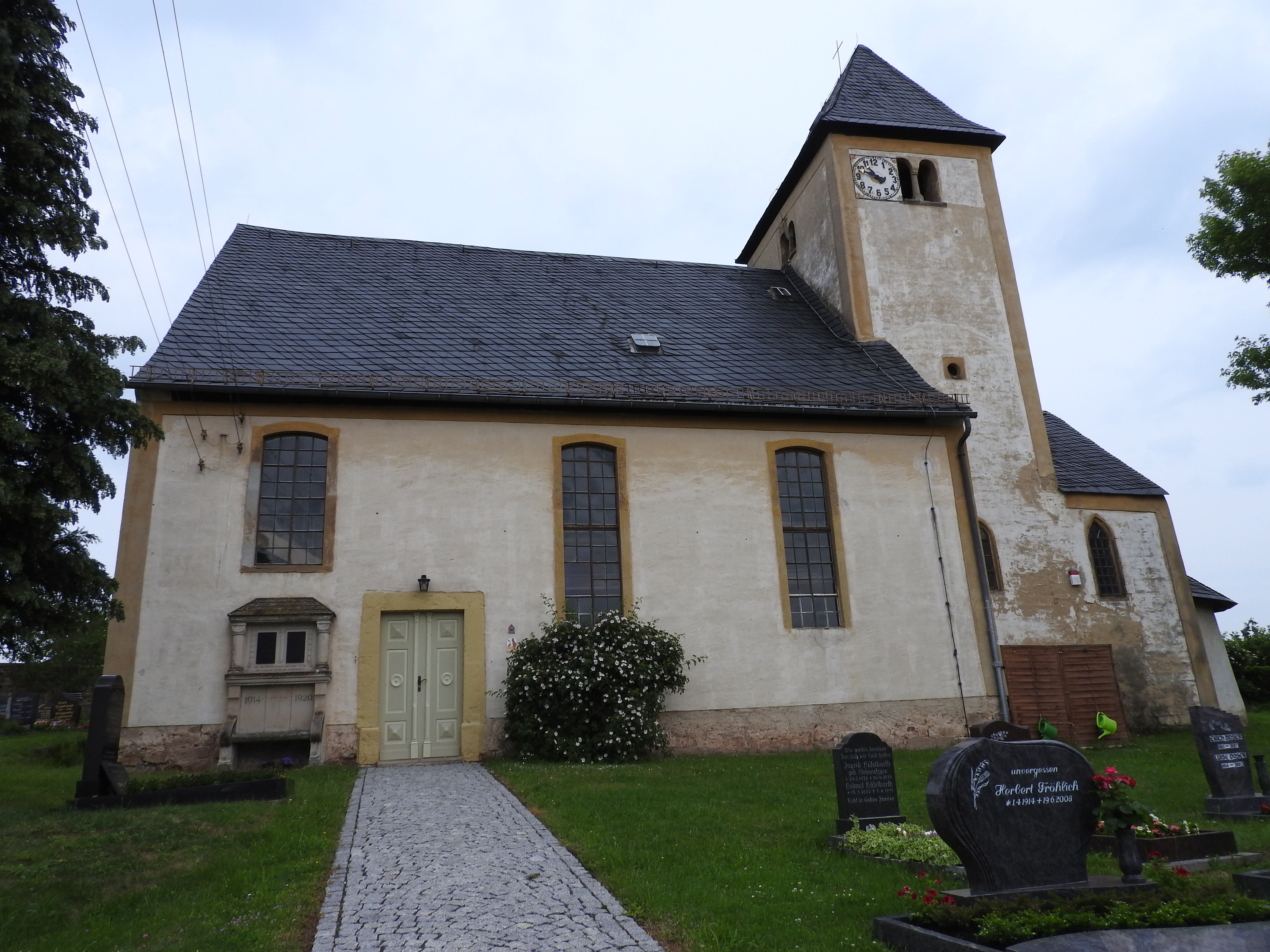
St. Anna in Hundhaupten

Die evangelische Dorfkirche St. Anna steht in der Gemeinde Hundhaupten im Landkreis Greiz in Thüringen. Sie gehört zur Kirchengemeinde Münchenbernsdorf im Kirchenkreis Gera der Evangelischen Kirche in Mitteldeutschland.

## Geschichte
Im Jahr 1578 wurde die Dorfkirche erstmals und 1599 beim Glockenkauf urkundlich erwähnt. Die Glocke trägt die Aufschrift „Heilige Anna erbarme dich unser. Sohn David's komme zu uns mit Frieden.“

## Bauwerk
Die Kirche besitzt einen fensterlosen Chorabschluss mit Halbkugel. Die Chorbogenpfeiler haben Kämpfersimse. Die Rundbogenfenster im oberen Turmgeschoss ruhen auf Würfelkapitellen. Eine Lichtöffnung befindet sich an der Nordseite der Kirche.
Das Tabernakel ist romanischen Ursprungs. Die an der Südseite vorhandenen Wandmalereien zeigen, dass die Fenster vor 1722 Spitzbogenfenster waren. In diesem Jahr wurden die Balkendecke eingezogen und der Kanzelaltar aufgestellt.
1846 wurde die Südempore eingebaut, später die Nordempore. Sie wurde mit Christusdarstellungen bemalt.
In den Jahren 1952 (Jahr der Wiedereinweihung auf den Namen St. Anna) und 1986 erfolgten Renovierungen mit der Absicht, den romanischen Baustil wiederherzustellen.
Ein Taufstein wurde wieder aufgestellt.
In den 1990er Jahren wurden im Zuge umfangreicher Sanierungsarbeiten der Turm und die Nordseite des Kirchenschiffes gedeckt. Eine Fußbodensanierung und Innenputzarbeiten erfolgten, eine Heizung wurde eingebaut.
1995 wurde das Gotteshaus neu geweiht.